# Linia kolejowa nr 84
Linia kolejowa nr 84 – dawna linia łącząca stację Grębów ze stacją Olendry.
Decyzją z dnia 7 lipca 2015 r. Minister Infrastruktury i Rozwoju wyraził zgodę na likwidację linii nr 84 od km 0,394 do km 4,131.
Obecnie linia jest budowana od początku w nowym przebiegu (jako szprycha CPK). Na dzień 28.02.2024 trwają konsultacje społeczne ws. przebiegu linii.